# Куаниш (Зайсанський район)
Куани́ш (каз. Қуаныш) — село у складі Зайсанського району Східноказахстанської області Казахстану. Входить до складу Біржанського сільського округу.
Населення — 364 особи (2021; 430 у 2009, 506 у 1999, 613 у 1989).
Національний склад станом на 1989 рік:
- казахи — 100 %